# Jordhamn-Gillberga
Jordhamn-Gillberga este o arie protejată (arie specială de conservare — SAC, sit de importanță comunitară — SCI) din Suedia întinsă pe o suprafață de 322,4 ha, integral pe uscat.

## Localizare
Centrul sitului Jordhamn-Gillberga este situat la coordonatele 57°06′09″N 16°54′07″E / 57.1025°N 16.902°E.

## Înființare
Situl Jordhamn-Gillberga a fost declarat sit de importanță comunitară în ianuarie 2002 pentru a proteja 3 specii de plante. Situl a fost protejat și ca arie specială de conservare în martie 2011.

## Biodiversitate
Situată în ecoregiunea boreală, aria protejată conține 3 habitate naturale: Alvar nordic și șisturi calcaroase precambriene, Pajiști cu Molinia pe soluri calcaroase, turboase sau argilos-nămoloase (Molinion caeruleae), Pajiști uscate seminaturale și facies de acoperire cu tufișuri pe substraturi calcaroase (Festuco-Brometalia) (* situri importante pentru orhidee).
La baza desemnării sitului se află mai multe specii protejate de  plante (3): Senecio jacobaea subsp. gotlandicus, Sisymbrium supinum, Tortella rigens.